# Margaux Hemingway
Margaux Luise Hemingway (Portland, Oregon, 1954. február 16. – Santa Monica, Kalifornia, 1996. július 1.) amerikai szupermodell és színésznő.

## Élete
1954. február 16-án született az Oregon állambeli Portlandben. Diákként közepes tanuló volt, ugyanis diszlexiában szenvedett, akárcsak híres nagyapja, Ernest Hemingway író. Más betegségei is voltak, többek között bulimiás is volt 4 éven keresztül.
Testvére a híres színésznő, Mariel Hemingway. Margaux fiatalon kitűnt szépségével. Kétszer volt férjnél: Errol Wetson (1975–1978), majd Bernard Foutcher (1979–1987) rendezővel, akivel négy évig Franciaországban éltek, és saját TV műsoruk is volt.
Gyermeke nem született. 1996. július 1-jén hunyt el a kaliforniai Santa Monicában.

## Karrierje
1974-ben kezdett modellkedni. Hamar felfedezték, így 1975-ben már a Time magazin címlapján szerepelt. Első milliós szerződését a Fabergé-nél kapta, itt adta ki híres parfümjét, melyből 1976-ban 17 milliót adtak el, összesen 100 milliónál is többet. Ő volt az első szupermodell, aki milliós gázsit kapott.
Olyan magazinok címlapján szerepelt, mint: Elle, Vouge, Harper's Bazare, Cosmopolitan. Utóbbinál 1975-ben, 1976-ban és 1979-ben átvehette az Év Modellje díjat.
1980-ban forgatta Lipstic című filmjét a húgával közösen Ez volt Hemingway első filmje. A film hatalmasat bukott.
Összesen 12 filmben szerepelt, ebből 6-ban főszerepet. Utolsó filmjét 1996-ban forgatta, ezután öngyilkosságot követett el, gyógyszer-túladagolásban elhunyt.

## Fordítás
- Ez a szócikk részben vagy egészben  a   Margaux Hemingway című angol Wikipédia-szócikk fordításán alapul.  Az eredeti cikk szerkesztőit annak laptörténete sorolja fel. Ez a jelzés csupán a megfogalmazás eredetét és a szerzői jogokat jelzi, nem szolgál a cikkben szereplő információk forrásmegjelöléseként.